# Herbert Müller-Fried
Herbert Müller-Fried (* 23. Juli 1912 in Lübeck; † 5. September 2007 in Bad Schwartau) war ein deutscher Graphiker und Maler.

Herbert Müller-Fried

## Leben
Nach dem Besuch der Marquard-Mittelschule und einer Plakatmalerlehre begann er ein Studium an der Hansischen Hochschule für Bildende Künste in Hamburg (1934–37). 1938 erfolgte die Umschulung zum Technischen Zeichner und Dienstverpflichtung zur Germaniawerft in Kiel und zur Deutschen Waffen- und Munitionsfabrik in Lübeck-Schlutup. Ab 1945 war er als selbständiger Graphiker für Gebrauchsgraphik und freischaffender Künstler in Lübeck tätig. 50 Jahre lang hat er die Geschichte der Hansestadt mitbegleitet und für Lübeck Gedenktafeln, Urkunden, Medaillen und vieles mehr gestaltet. Der Graphiker war verheiratet mit Lotte Müller-Fried, geb. Freelandt, und Vater von drei Töchtern und einem Sohn.

## Künstlerische Mitgliedschaften
- Mitgliedschaft in der Gemeinschaft Lübecker Maler und Bildhauer e. V.
- Mitgliedschaft in der Lübecker Overbeck-Gesellschaft von 1939 bis 1995

## Werke

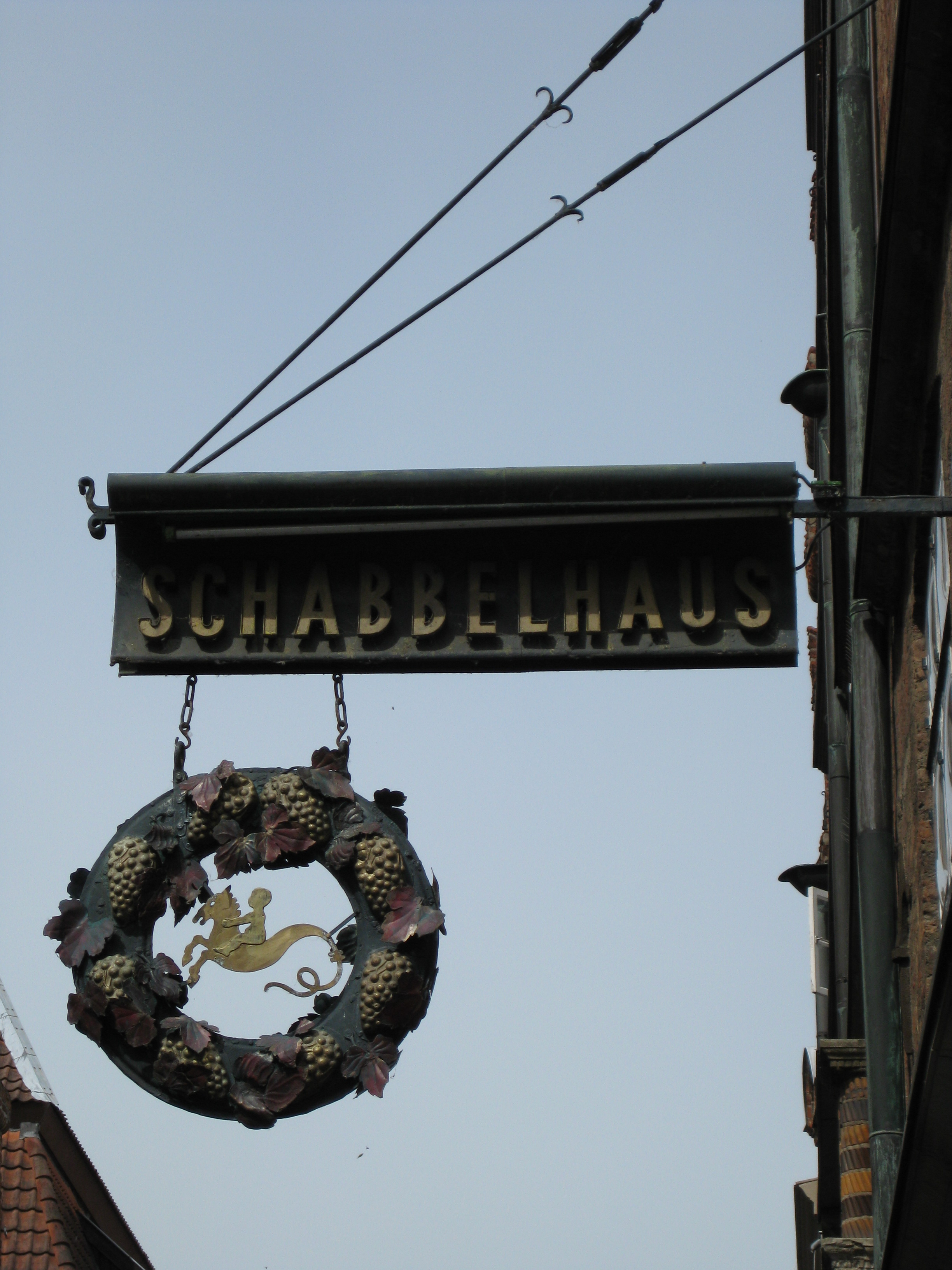
Schabbelhaus-Nasenschild

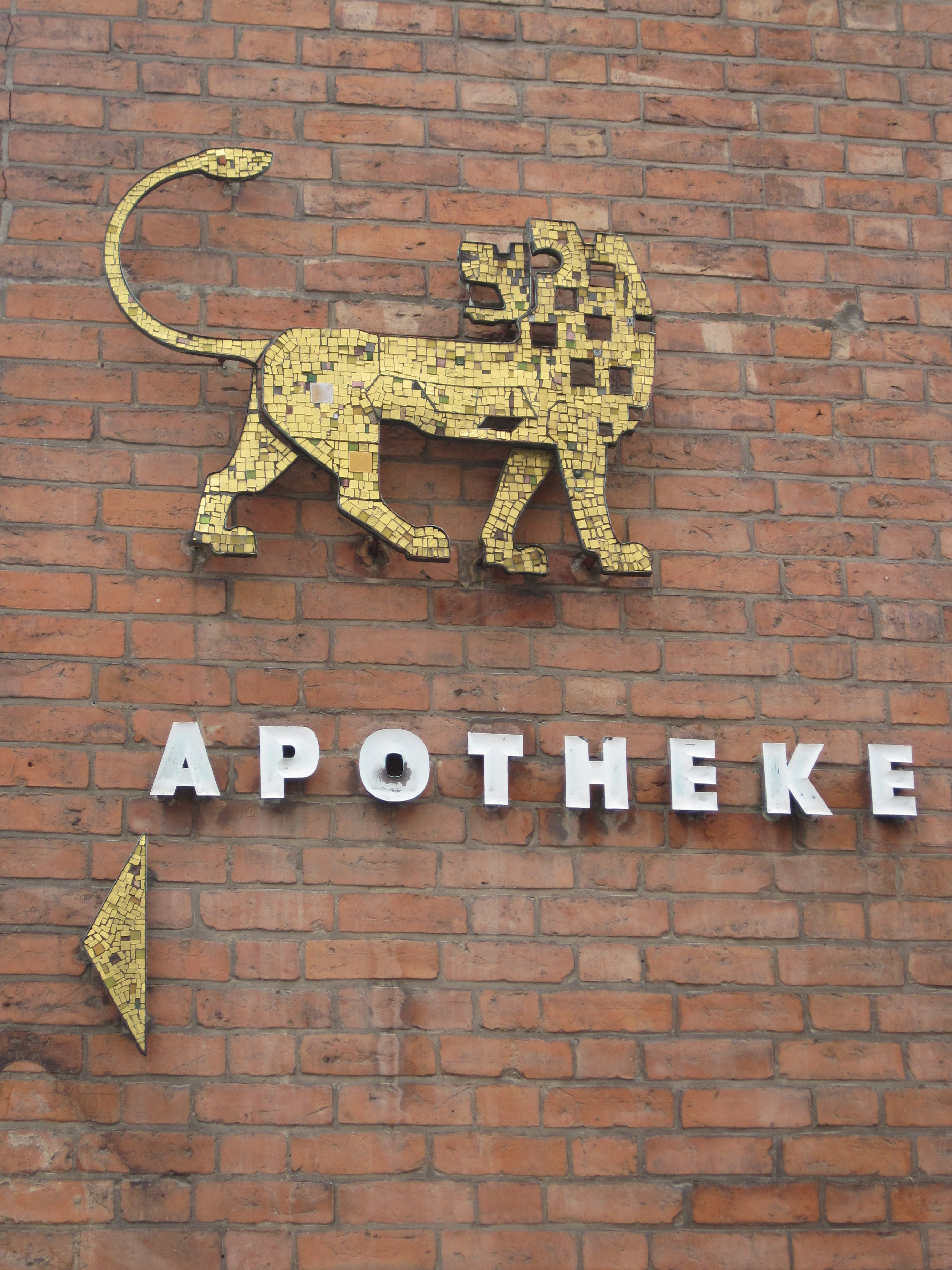
Mosaik-Logo Löwenapotheke

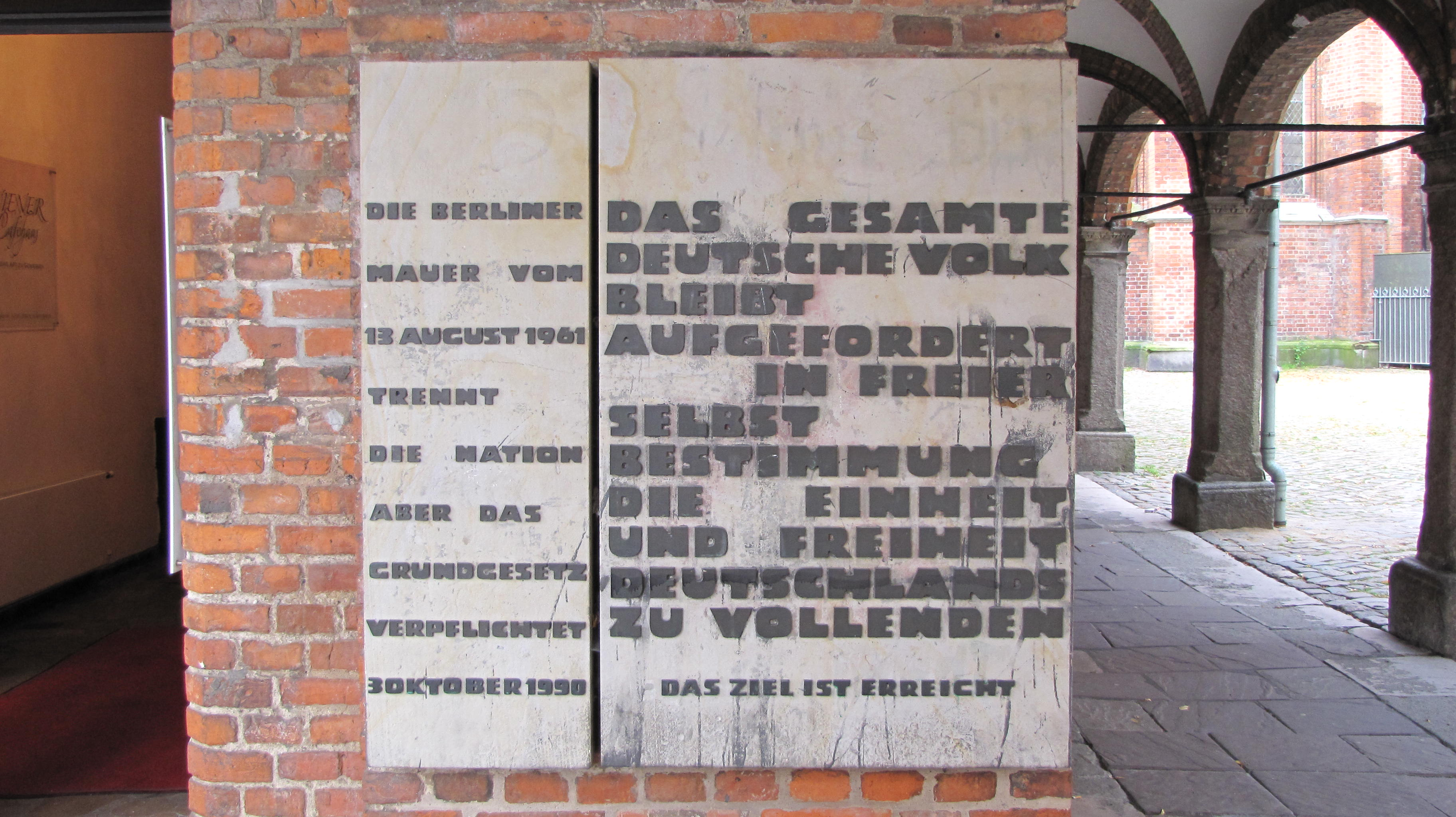
Erinnerungstafel „Wiedervereinigungsgebot“ am Kanzleigebäude in Lübeck, ergänzt 1993

- Ab 1945      Auftragsarbeiten und technische Zeichnungen für das Drägerwerk Lübeck
- 1946–1988    Arbeiten für die Stadt Lübeck
- 1947–1970    Plakatentwürfe für die Overbeck-Gesellschaft
- 1949–1995    Meisterbriefe und Ehrenurkunden für die Handswerkammer Lübeck[1]
- 1953/1956    Entwürfe, Einladungen, Plakate und Programm zu den Nordischen Tagen

### Plakate/Graphische Arbeiten
- 1946         Plakat für die Lübecker Brucknertage
- 1947         Plakat für die Emil-Nolde-Ausstellung im Behnhaus anlässlich von Noldes 80. Geburtstag
- 1964         Plakat zur „Jahresschau Lübecker Künstler“
- 1968         Gestaltung der Stadtbroschüre „Industriestandort Lübeck“[2]
- 1975         Lübeck Plakette/Aufkleber „Nationale Beispielstadt“
- 1977         Lübeck Plakette/Aufkleber „500 Jahre Hansestadt Lübeck“

### Kunst im öffentlichen Raum
- 1956         Wandbild „Wiederaufbau der Stadt“ (Fresko-Technik) mit den zerstörten Kirchen im Stadthaus am Markt
- 1956         Sgraffito-Zeichen an den Klasseneingängen in der Wendischen Schule
- 1956         Seepferdchen-Ausleger des Schabbelhauses und Wegweiser (Metall bemalt) zum Schabbelhaus
- 1957         Mosaik-Wandbild „Jugendfreizeit“ in der Grundschule Roter Hahn
- 1958/59      Wandbildmalerei (Kombiauftrag Walter Jahn/Herbert Müller-Fried) in der Otto-Anthes-Schule
- 1958/1959    Mosaik-Logo der Löwen-Apotheke in der Königstraße
- 1963/1964    Vorlagen für die Bronzetürgriffe an der Friedrich-von-Bodelschwingh-Kirche, Beethovenstraße
- 1974         Erinnerungstafel „Wiedervereinigungsgebot“ am Kanzleigebäude in Lübeck, ergänzt 1993[3]

- 1985         Gestaltung der Gedenktafel im Lübecker Rathaus für die Bürgerschaftsmitglieder, die Opfer des Nationalsozialismus wurden (unter Ministerpräsident Engholm in Auftrag gegeben)

## Ausstellungen
- 1955         Ausstellung der Plakate für die Overbeck-Gesellschaft im Stadthallen-Studio[4]

## Schriften
- Thomas Mann: Tonio Kröger. Faksimileausgabe des 1950 handgeschriebenen Textes von Herbert Müller-Fried, der auch den Einbandtitel gestaltete. Zeichnungen: Hans Peters, hrsg. vom Buddenbrookhaus. Schmidt-Römhild, Lübeck 1993.[5]